# Szim (település)
Szim (oroszul: Сим) város Oroszország európai részén, a Cseljabinszki terület Asai járásában, a Szim folyó partján.
A település neve 1928 előtt: Szimszkij Zavod ('szim-i gyár').
Lakossága: 14 466 fő (a 2010. évi népszámláláskor).

## Fekvése
A város a Déli-Urál nyugati lejtőjén, hegyekkel és erdőkkel övezett nagy ártéri völgyben fekszik. Távolsága Asa járási székhelytől 24 km, Cseljabinszktól 290 km. 9 km-re van a várostól az Ufa–Cseljabinszk vasútvonal állomása.

## Történet

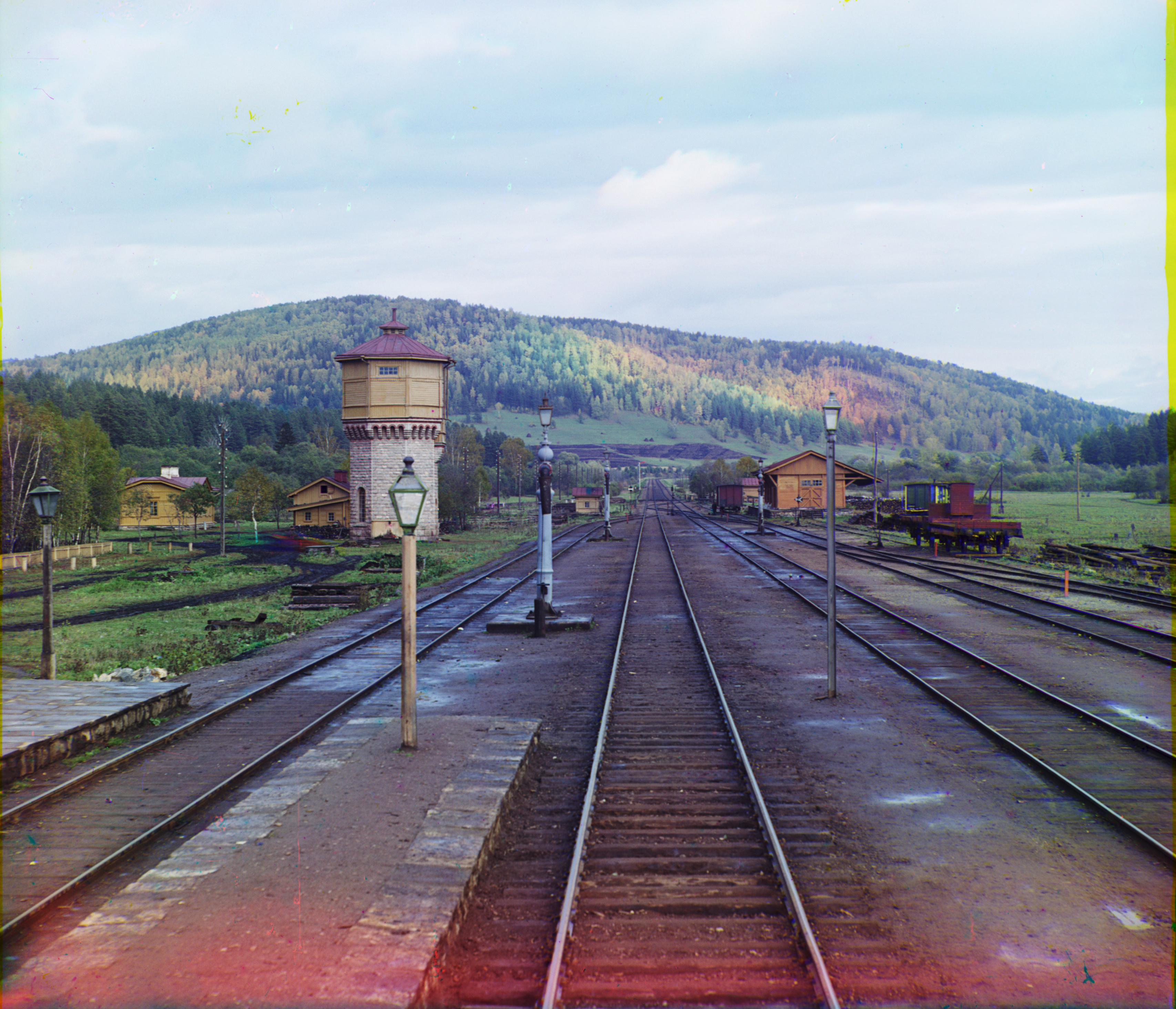
A vasútállomás 1910-ben. Sz. M. Prokudin-Gorszkij felvétele

A település 1759-ben keletkezett, amikor egy szimbirszki kereskedő a folyó partján vasgyártó manufaktúrát létesített. 1893-ban Martin-acélgyártásra tértek át, később a szovjet korszakban meghonosították a gépgyártást. A második világháború idején nyugatról két gyárat telepítettek ide, a település ekkor lett város (1942). A háború után a gazdaság alapja továbbra is a gépipar, repülőgépipari termékek gyártása maradt. Jelentős iparvállalata ma is a repülőgépek hajtóműveinek részegységeit és más gépipari termékeket előállító „Agregat” vállalat.
A település híres szülötte a szovjet atomprogram egykori tudományos vezetője, Igor Vasziljevics Kurcsatov akadémikus.